# Monument koningin Wilhelmina (Waddinxveen)
Het Monument koningin Wilhelmina op het Koningin Wilhelminaplein in Waddinxveen is een gedenkteken ter nagedachtenis van wijlen koningin Wilhelmina. Het is vervaardigd door de Nederlandse beeldhouwer Piet Killaars. Het monument is op 11 november 1968 onthuld.

## Beschrijving monument
Het gedenkteken dat door beeldhouwer Piet Killaars is ontworpen, bestaat uit een bronzen portretkop van koningin Wilhelmina dat geplaatst is op een twee meter hoge sokkel, omgeven door vier zuilen van elk vier meter. Sokkel, zuilen en het plateau waarop het geheel staat, zijn omgeven door een getegeld pleintje, waarop drie hardstenen banken zijn geplaatst.
Op een tableau achter het gedenkteken staan de volgende woorden gebeiteld: Hare Majesteit Wilhelmina, Koningin der Nederlanden 1898-1947, Moeder des Vaderlands, Eerbied - Dankbaarheid.

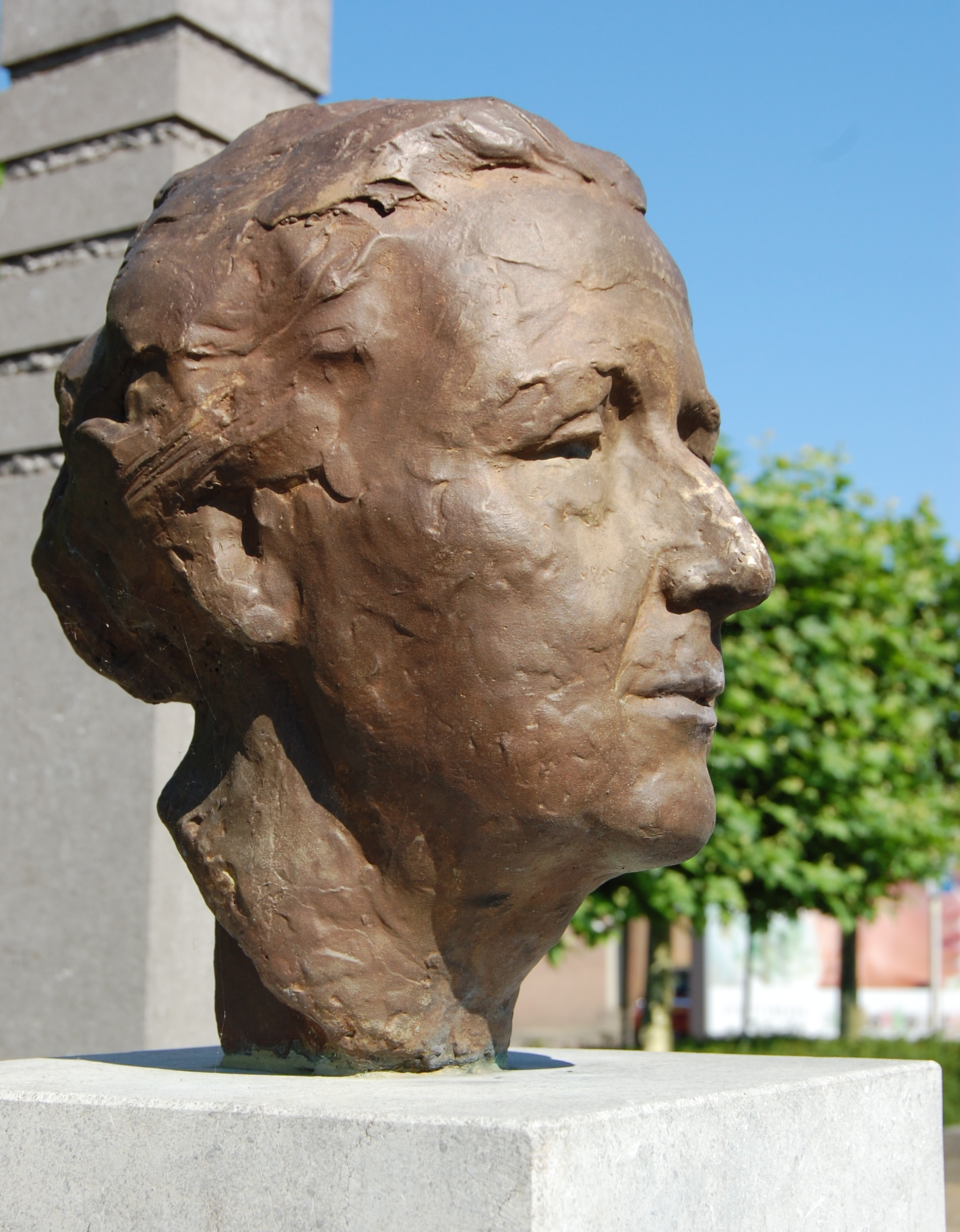
Portret in brons van koningin Wilhelmina
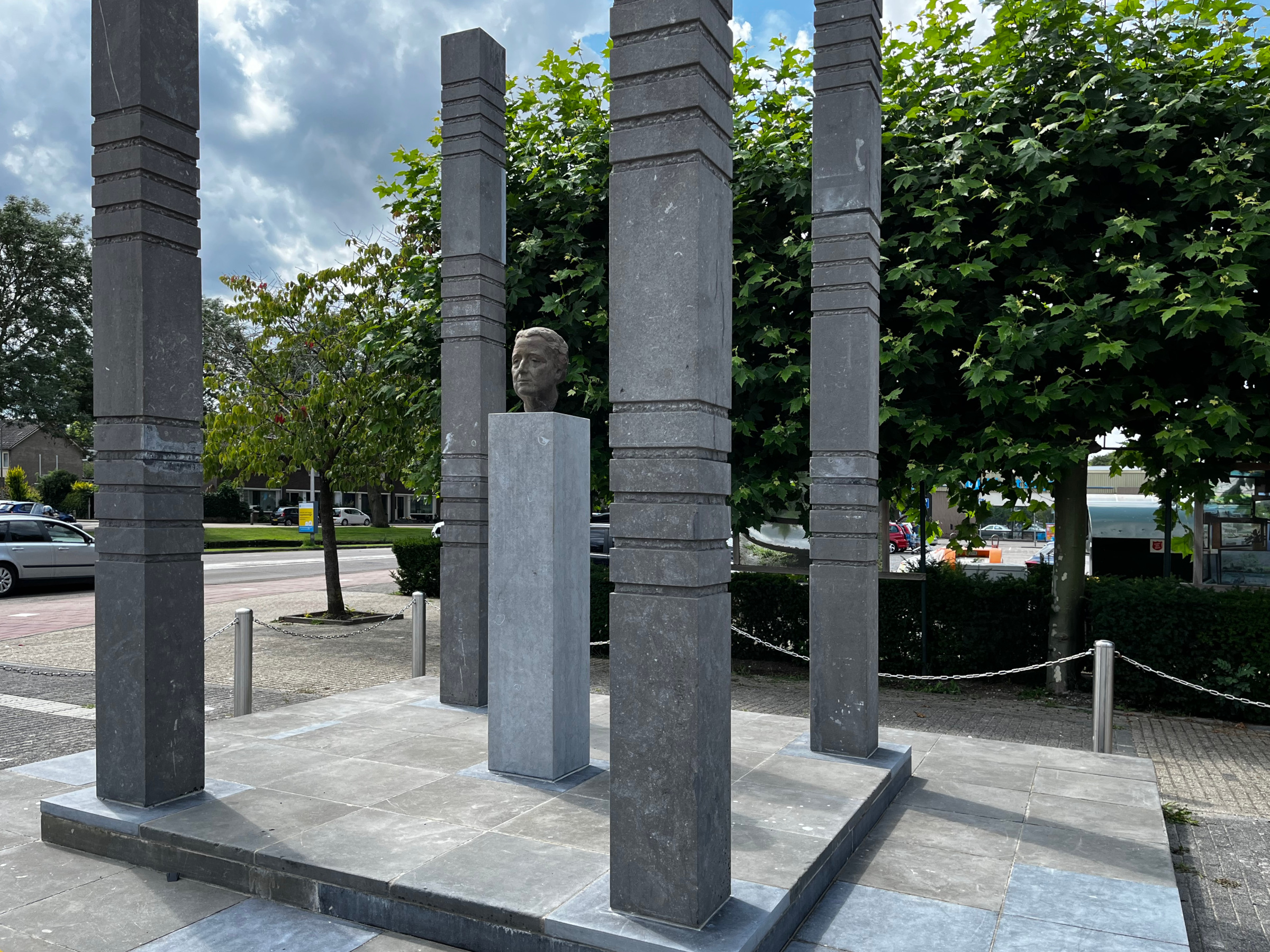
Sokkel omgeven door vier zuilen
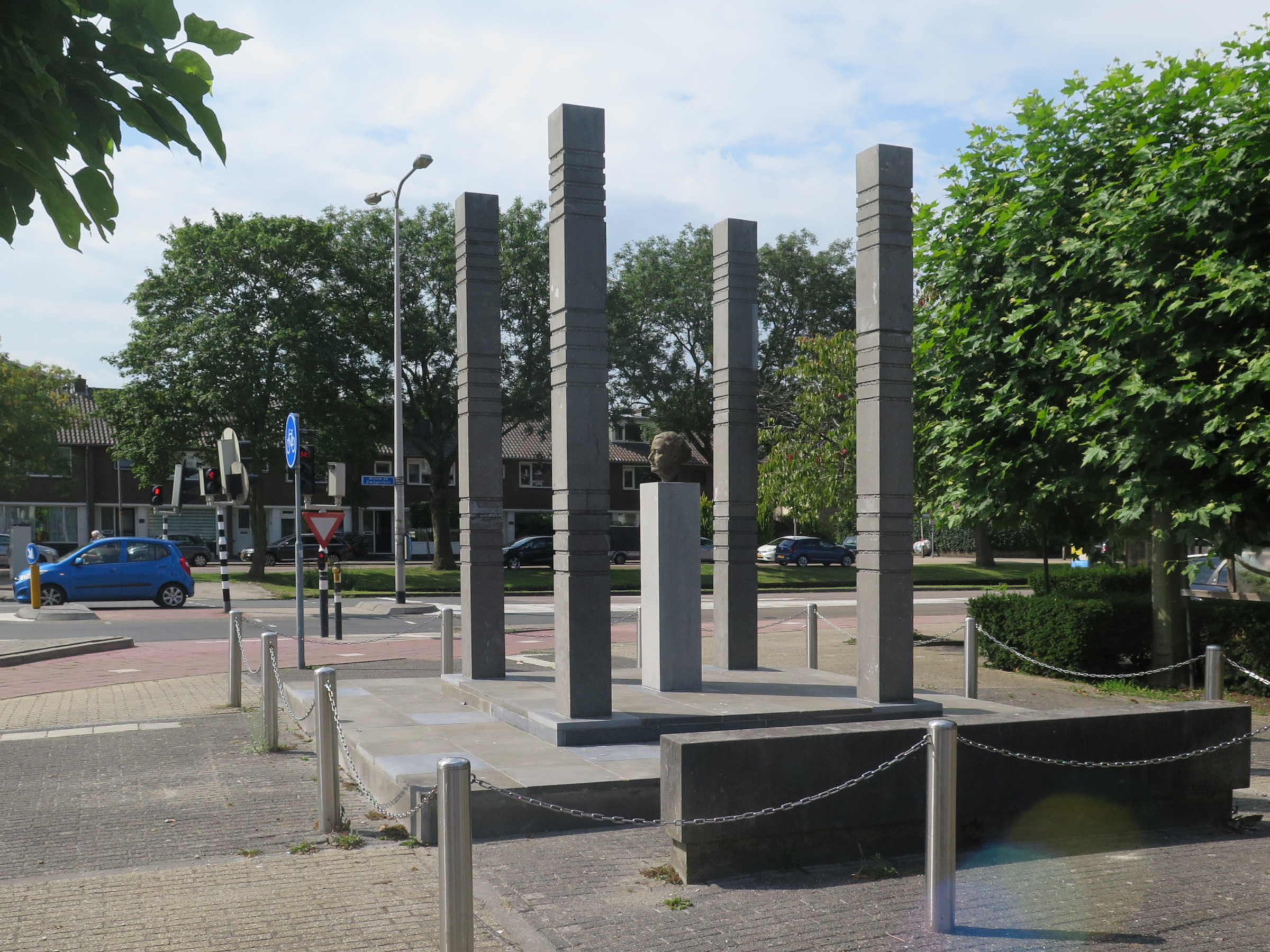
Gedenkteken met op de voorgrond het tableau
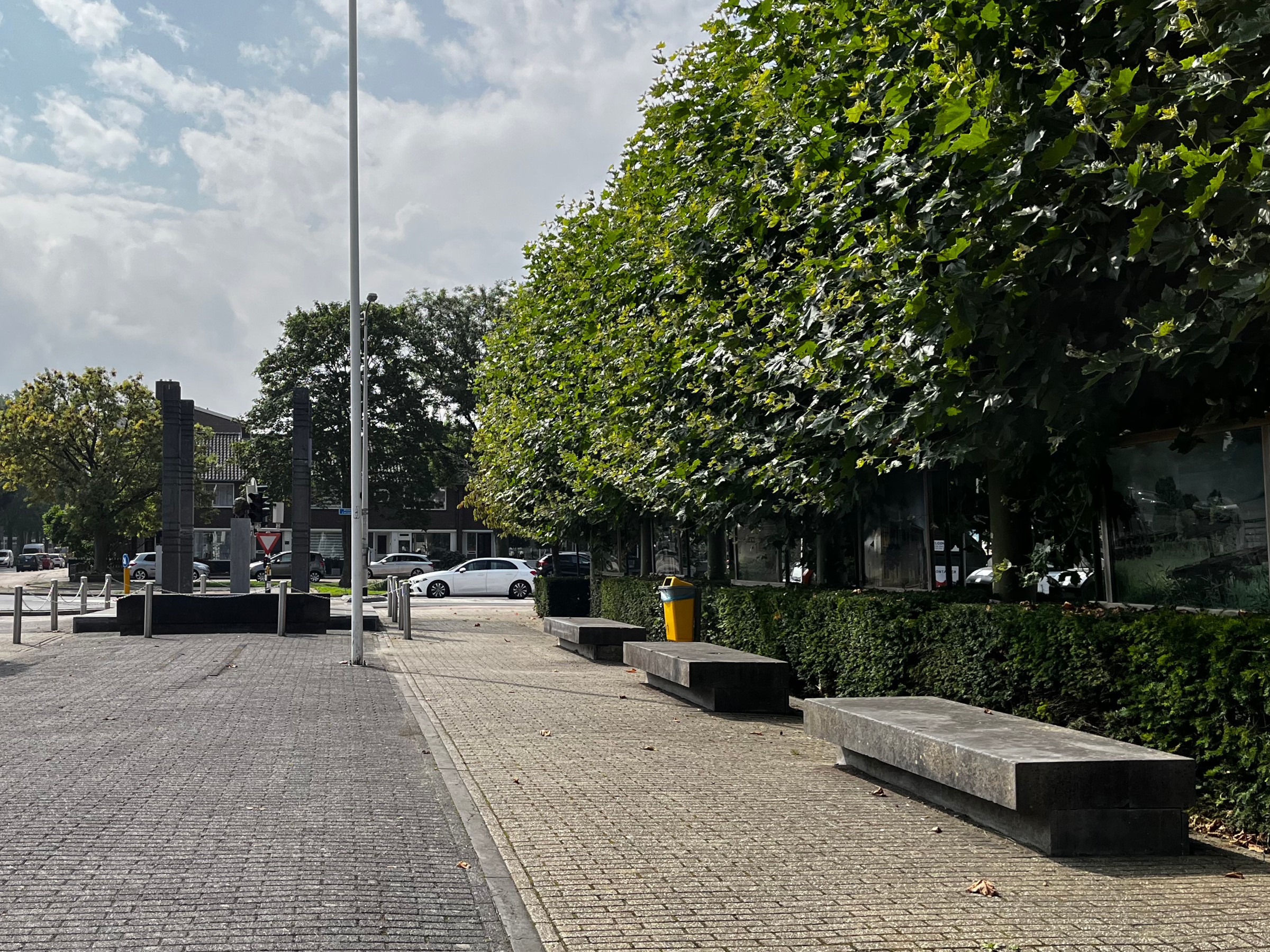
Pleintje met rechts de drie hardstenen banken

## Voorgeschiedenis
De gemeenteraad van Waddinxveen had de ambitie om wijlen koningin Wilhelmina te eren met een monument.
Op 28 november 1967 vroegen B. en W. van Waddinxveen toestemming aan de toenmalige koningin Juliana om
een gedenkteken te plaatsten. Nadat toestemming gegeven was, bood een inwoner van Waddinxveen aan om het monument aan de gemeente Waddinxveen te schenken.
De gever, die onbekend wenste te blijven, heeft de kosten van vervaardiging en plaatsing van het monument ad ƒ 20.000,- op zich genomen.
Het monument werd op 11 november 1968 in het kader van de Bouwdag 1968 onthuld door mr. Jan Klaasesz, de toenmalige commissaris van de Koningin in de provincie Zuid-Holland.

## Restauraties
Onbekenden hebben in de nacht van 16 op 17 maart 1991 het monument vernield. Hierbij is de middelste zuil met portretkop omvergetrokken. Het bronzen beeld kon na de ontdekking in veiligheid worden gebracht.
Het monument werd daarna hersteld en op 14 oktober 1991 is het beeld teruggeplaatst. De herstelwerkzaamheden zijn uitgevoerd door het Waddinxveense natuursteenbedrijf Polet-Derksen. De kosten bedroegen ƒ 2.500,-
Medio 2023 is het monument gerestaureerd. Hierbij zijn scheuren in de zuilen en het plateau hersteld en zijn de gebarste stenen vervangen. Verder is het monument geheel schoongemaakt. Tijdens de restauratie was het monument verwijderd.

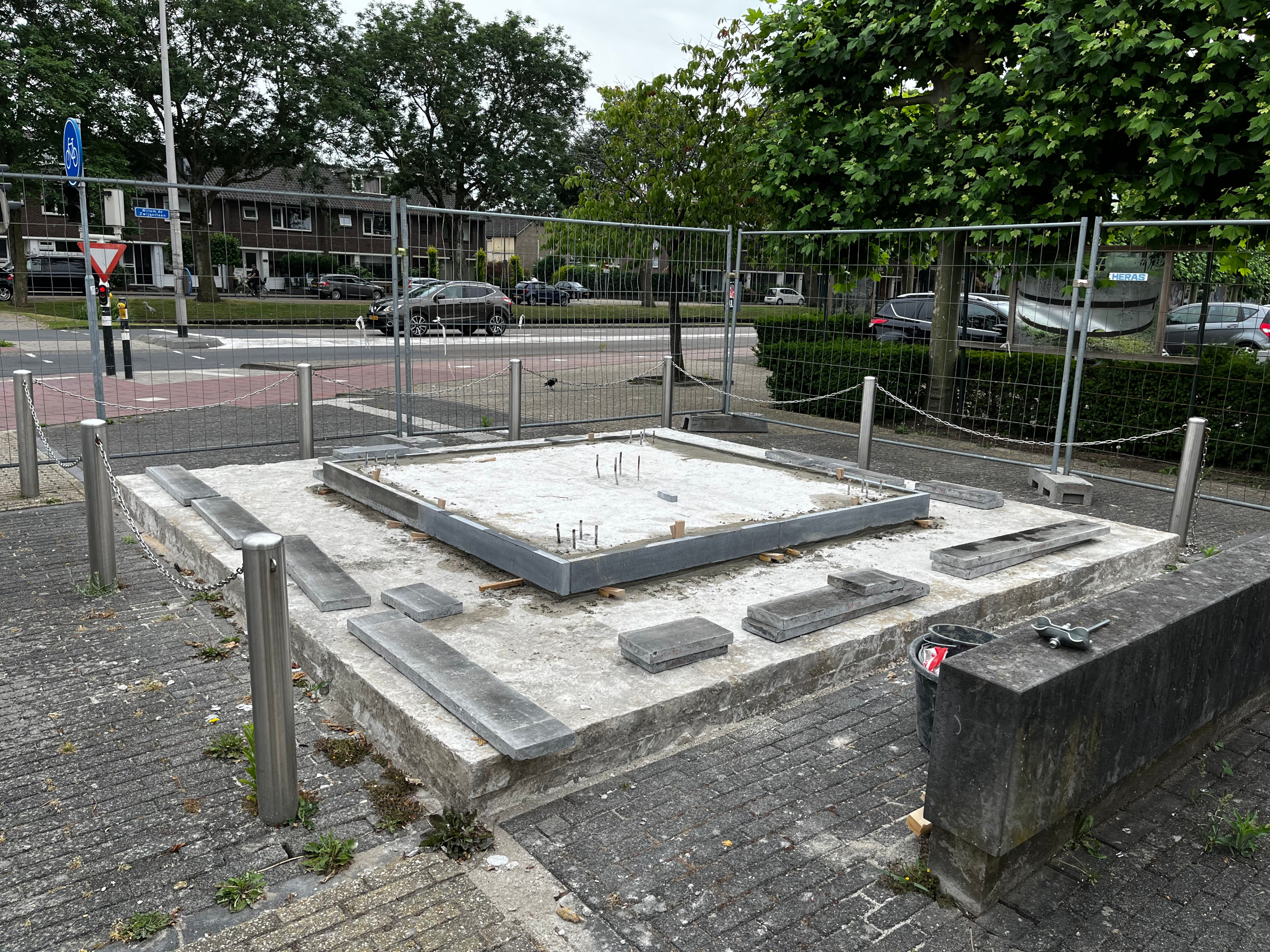
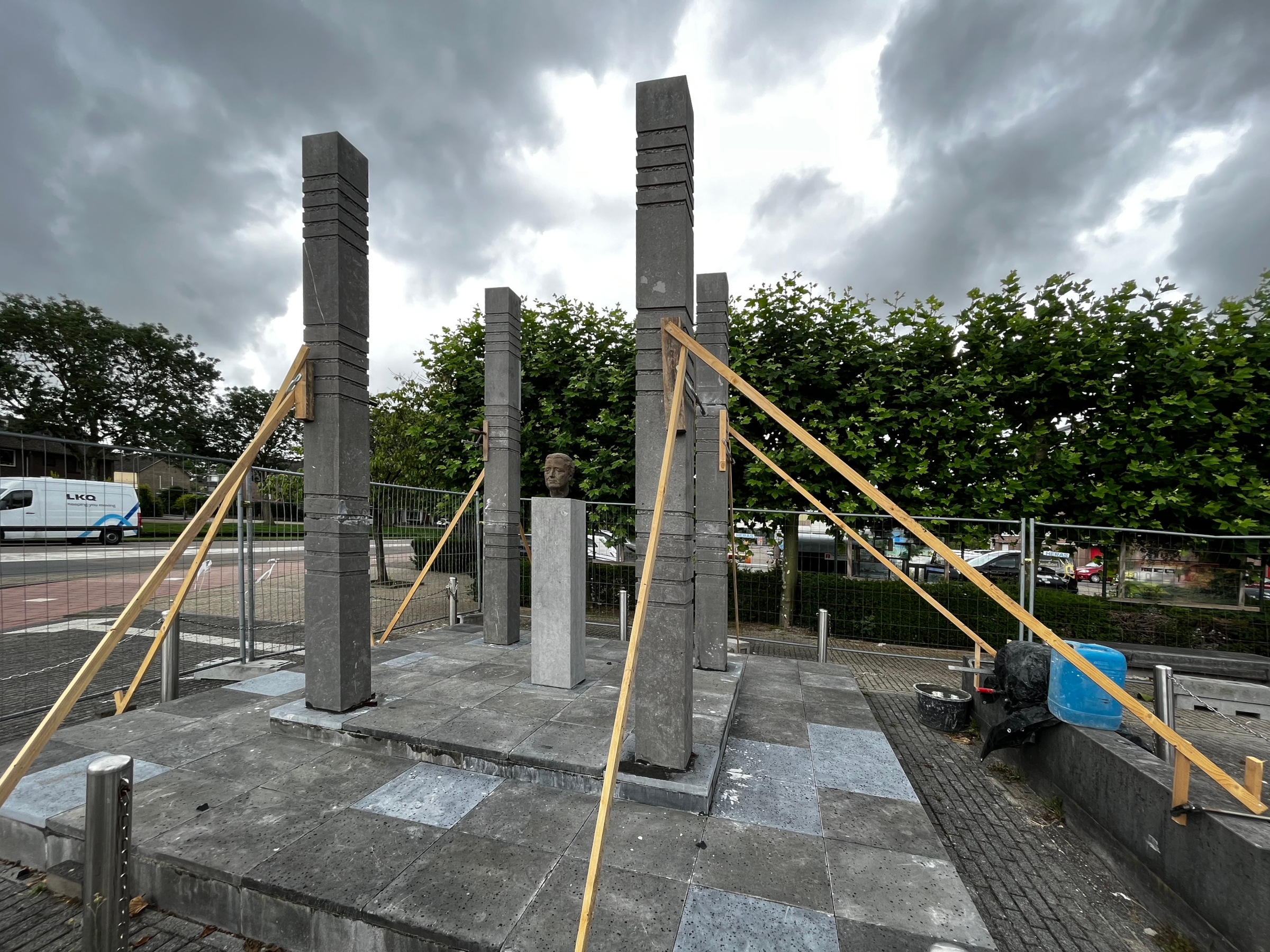
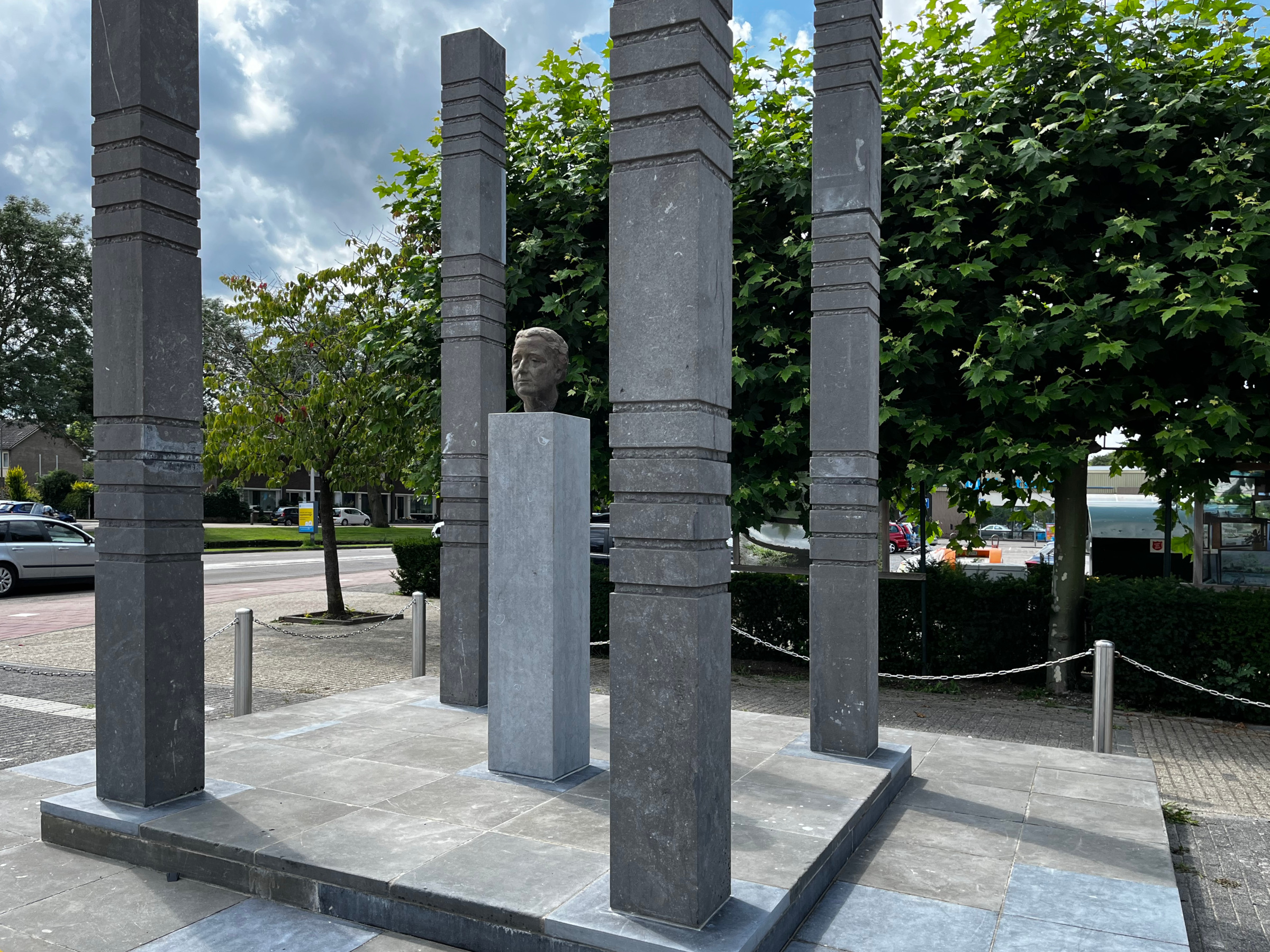